# William Beaty Boyd
William Beaty Boyd (Mount Pleasant, Dél-Karolina, 1923. február 2. – Racine, Wisconsin, 2020. december 16.) amerikai egyetemi oktató, a Közép-michigani Egyetem és az Oregoni Egyetem rektora, valamint a UC Berkeley hallgatói ügyekért felelős kancellárhelyettese.
Alapdiplomáját a dél-karolinai Presbiteriánus Főiskolán, mesterdiplomáját az Emory Egyetemen, Ph.D fokozatát pedig a Pennsylvaniai Egyetemen szerezte. A Michigani Állami Egyetem és az Almai Főiskola történelemoktatója volt. Az Oregoni Egyetemen regnálása alatt, 1977-ben forgatták a Party zóna című filmet.
2020. december 16-án, 97 évesen hunyt el Wisconsinben.

## Fordítás
- Ez a szócikk részben vagy egészben  a   William Beaty Boyd című angol Wikipédia-szócikk ezen változatának fordításán alapul.  Az eredeti cikk szerkesztőit annak laptörténete sorolja fel. Ez a jelzés csupán a megfogalmazás eredetét és a szerzői jogokat jelzi, nem szolgál a cikkben szereplő információk forrásmegjelöléseként.